# Corsiàcies
Corsiaceae és una família de plantes amb flors monocotiledònies dins l'ordre Liliales.

## Gèneres
Es consideren tres gèneres, Corsia, Corsiopsis i Arachnitis. Els membres d'aquesta família no són herbacis autòtrofs, és a dir que no són verds en no fer la fotosíntesi i per això de vegades s'han inclòs dins la família Burmanniaceae
La seva distribució és a Nova Guinea, Illes Salomon, Illes Bismarck, Queensland, Illes Malvines, i sud de la Xina.

### Gèneres i espècies
- Arachnitis Phil., 1864
  - Arachnitis uniflora
- Corsia Becc., 1877
  - Corsia acuminata
  - Corsia arfakensis
  - Corsia boridiensis
  - Corsia brassii
  - Corsia clypeata
  - Corsia cordata
  - Corsia cornuta
  - Corsia crenata
  - Corsia cyclopensis
  - Corsia dispar
  - Corsia haianjensis
  - Corsia huonensis
  - Corsia lamellata
  - Corsia merimantaensis
  - Corsia ornata
  - Corsia papuana
  - Corsia purpurata
  - Corsia pyramidata
  - Corsia resiensis
  - Corsia torricellensis
  - Corsia triceratops
  - Corsia unguiculata
  - Corsia viridopurpurea
  - Corsia wiakabui
  - Corsia wubungu

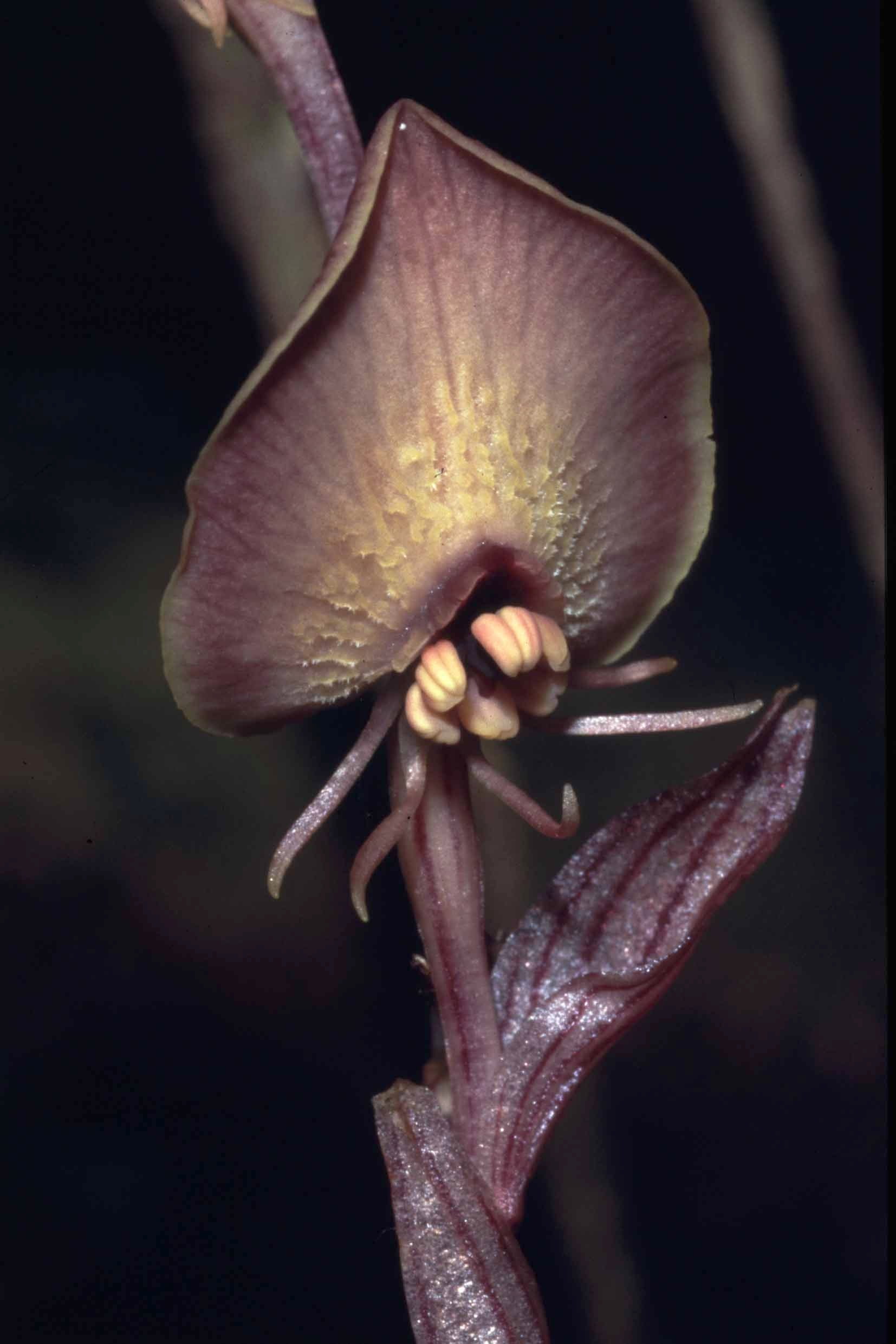
Corsia ornata, Indonèsia

- Corsiopsis D.X.Zhang, R.M.K.Saunders & C.M.Hu, 1999
  - Corsiopsis chinensis